# Loạn Lục trấn
Lục trấn khởi nghĩa (chữ Hán: 六镇起义) còn gọi là loạn Lục trấn (六镇之亂, Lục trấn chi loạn) là một chuỗi những cuộc bạo động bùng nổ vào đời Nam Bắc triều, được gây ra bởi phần lớn tướng sĩ dân tộc Tiên Ti và dân tộc đã Tiên Ti hóa, nhằm phản đối chính sách Hán hóa của vương triều Bắc Ngụy .

## Quá trình và kết cục

### Bạo loạn bùng phát
Năm Chính Quang thứ 4 (523), người Nhu Nhiên nhân có nạn đói, vào sâu biên giới Bắc Ngụy cướp bóc. Dân trấn Hoài Hoang cầu xin Trấn tướng Vu Cảnh chẩn cấp lương thực, không được, bèn nổi loạn giết Cảnh .
Tháng Ba năm Chính Quang thứ 5 (524), người trấn Ốc Dã là Phá Lục Hàn Bạt Lăng cùng tướng soái bất hòa, bèn giết đi, rồi kêu gọi mọi người nổi dậy ở đồn thú Cao Khuyết  Quân khởi nghĩa quân lập tức đánh hạ trấn Ốc Dã, rồi bắc tiến bao vây 2 trấn Vũ Xuyên, Hoài Sóc. Không lâu sau, triều đình Bắc Ngụy lấy Lâm Hoài vương Nguyên Úc làm Đô đốc Bắc thảo chư quân sự, đánh dẹp Phá Lục Hàn Bạt Lăng . Úc đem quân đồn trú ở Vân Trung.
Tháng 4, dân trấn Cao Bình là bọn Hách Liên Ân nổi dậy, đề cử Sắc Lặc tù trưởng Hồ Sâm làm Cao Bình vương, đánh trấn Cao Bình để hưởng ứng Bạt Lăng. Tướng Ngụy là Lư Tổ Thiên đánh phá, Sâm trốn chạy lên phía bắc. Cùng tháng, biệt tướng của Bạt Lăng là Vệ Khả Cô chiếm được Vũ Xuyên, sau đó Hoài Sóc cũng vỡ . Nguyên Úc bị Phá Lục Hàn Bạt Lăng đánh bại ở Ngũ Nguyên, một cánh quân Ngụy do Lý Thúc Nhân soái lĩnh cũng thua trận ở Bạch Đạo. Triều đình đổi phái Lý Sùng làm Bắc thảo đại đô đốc, mệnh cho Phủ quân tướng quân Thôi Xiêm, Trấn quân tướng quân Quảng Dương vương Nguyên Thâm đều chịu sự chỉ huy của Sùng .
Tháng 7, Thôi Xiêm bị Phá Lục Hàn Bạt Lăng đánh cho đại bại ở Bạch Đạo, một ngựa chạy thoát. Bạt Lăng ra sức đánh Sùng, Sùng không thể chống nổi, đưa quân về Vân Trung, cùng nghĩa quân giằng co . Không lâu sau, dân trấn Nhu Huyền phát động khởi nghĩa, Mạc Chiết Đại Đề đánh chiếm Cao Bình, nổ ra khởi nghĩa Quan Lũng. Đến lúc này, toàn bộ Lục Trấn đã bị Trấn dân chiếm cứ.

### Quan Lũng khởi binh
Sau khi Mạc Chiết Đại Đề bệnh mất, con trai thứ tư là Mạc Chiết Niệm Sinh kế tục cầm quân, rồi phái em trai Mạc Chiết Thiên Sinh đánh bại các cánh quân Ngụy của Nguyên Chí và Kỳ Châu thứ sử Bùi Phân Chi, chiếm lĩnh Kỳ Châu, Kính Châu, Lương Châu. Triều đình đổi phái Tiêu Bảo Dần và Thôi Duyên Bá thay thế Nguyên Tu xưng bệnh. Tháng giêng năm Chính Quang thứ 6 (525), Mạc Chiết Thiên Sinh đóng quân ở Hắc Thủy. Đôi bên ở Mã Ngôi giao chiến kịch liệt, nghĩa quân Mạc Chiết Niệm Sinh thua chạy, bị "bắt chém hơn 10 vạn" . Mạc Chiết Niệm Sinh lui về giữ Tiểu Lũng, quân Ngụy giành lại Lương Châu, thủ lĩnh nghĩa quân ở Nam Tần Châu là Hàn Tổ Hương bị Ích Châu thứ sử Ngụy Tử Kiện đánh bại giết chết, một thủ lĩnh khác là Trương Trường Mệnh đầu hàng Tiêu Bảo Dần.
Tháng 4, thủ lĩnh nghĩa quân Cao Bình là Hồ Sâm sai bọn đại tướng Mặc Kỳ Sửu Nô, Túc Cần Minh Đạt tấn công Kính Châu, đánh bại đại quân của Tiêu Bảo Dần và Thôi Duyên Bá, Tiêu Bảo Dần đành phải lui về giữ An Định.

### Phá Lục Hàn Bạt Lăng thất bại
Tháng 2 năm Chính Quang thứ 6 (525), Hồ thái hậu phái sứ giả đưa lễ vật đi Nhu Nhiên, yêu cầu trợ giúp dẹp loạn. Nhu Nhiên thủ lĩnh A Na Côi soái 10 vạn quân tây tiến bức đến Ốc Dã trấn , liên tiếp chiến thắng, khiến cho nghĩa quân Lục Trấn đại bại. Triều đình cũng phái Nguyên Thâm soái quân từ Bình Thành xuất phát, tấn công Hoài Sóc.
Tháng 6, Nguyên Thâm bị Phá Lục Hàn Bạt Lăng đánh bại ở Ngũ Nguyên, buộc phải chạy về phía đông. Nguyên Sâm thay đổi sách lược, tiến hành phân hóa chiêu hàng nghĩa quân. Sách lược này bắt đầu cho thấy hiệu quả, Khiết Liệt Hà soái 3 vạn người đầu hàng. Nguyên Thâm lại thừa cơ Bạt Lăng tập kích Khiết Liệt Hà mà bày sẵn mai phục, đánh bại Bạt Lăng . Bạt Lăng vượt sông trốn thoát , quân Ngụy bắt 20 vạn quân dân của Lục Trấn phân phối cho 3 châu Doanh, Ký, Định thuộc Hà Bắc. Tháng 7, Hiếu Minh Đế đổi niên hiệu là Hiếu Xương.

### Hà Bắc khởi binh
Sau khi 20 vạn Trấn dân được an trí tại ở 3 châu thì Hà Bắc gặp lũ lụt, khắp nơi không có gì ăn, xuất hiện hiện tượng bỏ trốn .
Tháng 8 năm Hiếu Xương đầu tiên (525), Nhu Huyền trấn binh Đỗ Lạc Chu tụ chúng ở Thượng Cốc khởi sự . Tháng 9, triều đình phái U Châu thứ sử Thường Cảnh và U Châu đô đốc Nguyên Đàm trấn áp, Thường Cảnh từ Lư Long tái đến Quân Đô quan, đều đặt quân phòng thủ những nơi hiểm yếu .
Năm Hiếu Xương thứ 2 (526), thú tướng các nơi Thạch Li, Lục Thành, Giải Diêm thuộc An Châu khởi binh hưởng ứng Đỗ Lạc Chu. Đỗ Lạc Chu tập hợp binh lực tiến đánh Nguyên Đàm ở Cư Dung quan, thành bị hạ, Nguyên Đàm suốt đêm chạy trốn. Đồng thời, Tiên Vu Tu Lễ lãnh đạo Trấn dân Lục Trấn ở Định Châu tạo phản, đặt niên hiệu là Lỗ Hưng, bị Đô đốc Dương Tân đánh bại, buộc phải chạy về phía đông .
Tháng 4, Đỗ Lạc Chu tiến công Kế Thành (nay là Bắc Kinh), đánh bại Đô đốc Lý Cư, nhưng lại bị Thường Cảnh tập kích, bị bức lui về Thượng Cốc .
Tháng 5, Đỗ Lạc Chu phái bộ tướng Tào Hột Chân tiến công Kế Nam, nhưng vào tháng 7, Tào Hột Chân bị bộ tướng của Thường Cảnh là Vu Vinh đánh bại, Đỗ Lạc Chu cũng thua trận ở Phạm Dương .
Tháng 8, Tiên Vu Tu Lễ bị bộ hạ là Nguyên Hồng Nghiệp giết chết, Nguyên Hồng Nghiệp lại bị Cát Vinh giết chết. Tháng 9, Cát Vinh đánh bại quân Ngụy do Nguyên Sâm, Nguyên Dung chỉ huy ở Bạch Ngưu La, Nguyên Dung bị giết. Sau đó Nguyên Sâm cũng bị kỵ binh của Cát Vinh giết chết ở Bác Lăng .
Tháng giêng năm Hiếu Xương thứ 3 (527), Cát Vinh đánh hạ Ân Châu; tháng 11, đánh hạ Ký Châu; tháng 12 đánh bại Nguyên Tử Ung và Bùi Diễn, uy hiếp Nghiệp Thành .
Tháng giêng năm Vũ Xương đầu tiên (528), Đỗ Lạc Chu đánh hạ 2 châu Định, Doanh .
Tháng 2, Cát Vinh giết chết Đỗ Lạc Chu, rồi thống lĩnh quân đội của ông ta . Lúc này lực lượng của nghĩa quân phát triển lên đến mấy chục vạn người. Đồng thời, khởi nghĩa nổ ra ở Sơn Đông, vào tháng 6, Hình Cảo tự lập làm Hán vương, đổi niên hiệu là Thiên Thống (sau đó bị Nguyên Thiên Mục và Nhĩ Chu Triệu trấn áp). Nhiều nơi nhân dân nổi dậy phản kháng chính quyền Bắc Ngụy.
Tháng 6 năm Vũ Thái đầu tiên (528), Nhĩ Chu Vinh sau khi gây ra sự kiện Hà Âm, điều động 4 lộ đại quân, 36 vạn người , tiến đánh nghĩa quân. Tháng 8, Nhĩ Chu Vinh soái 7000 (có thuyết là 7 vạn) tinh kị tập kích từ phía sau, lợi dụng nhược điểm nghĩa quân bày trận rời rạc, nhanh chóng đánh phá đối thủ, bắt sống Cát Vinh đưa về Lạc Dương chém đầu.
Tháng 12, tàn dư của Cát Vinh là Hàn Lâu tụ chúng khởi sự ở U Châu thuộc Hà Bắc, bị thủ hạ của Nhĩ Chu Vinh là Hầu Uyên trấn áp.

### Quan Trung loạn lạc
Năm Hiếu Xương thứ 2 (526), Hồ Sâm bị thủ hạ của Phá Lục Hàn Bạt Lăng là Phí Luật giết chết. Quân đội của ông ta do Mặc Kỳ Sửu Nô thống lĩnh .
Tháng giêng năm thứ 3 (527), Mặc Kỳ Sửu Nô đánh bại Tiêu Bảo Dần. Trong khi đó, Mạc Chiết Niệm Sinh phát động phản kích, liên tiếp chiếm lĩnh đông Tần Châu, Kỳ Châu, U Châu (châu trị nay là huyện Ninh, Cam Túc), Bắc Hoa Châu, Ung Châu (châu trị nay là Tây An),, Đồng Quan , thanh thế lớn mạnh.
Tháng 3, triều đình tuyên bố "trong ngoài giới nghiêm", rồi Hoàng đế hạ chiếu muốn ngự giá thân chinh (nhưng không hề thi hành). Về sau đại quân Bắc Ngụy tiến chiếm Đồng Quan, tháng 9, Mạc Chiết Niệm Sinh bị bộ tướng Đỗ Sán giết chết, Đỗ Sán đầu hàng triều đình, quân đội của Niệm Sinh đi theo Mặc Kỳ Sửu Nô.
Nhưng Tiêu Bảo Dần sợ triều đình trách tội mình chinh thảo bất lực, nên tạo phản . Hiếu Minh đế phái Thượng thư bộc xạ Trưởng Tôn Trĩ trấn áp, Tiêu Bảo Dần bị bộ tướng Hầu Chung Đức làm phản, bèn đầu hàng Mặc Kỳ Sửu Nô. Đến lúc này, khu vực Quan Trung đã nằm dưới sự khống chế của loạn quân Lục Trấn.
Tháng 7 năm Vĩnh An thứ 6 (528), Mặc Kỳ Sửu Nô xưng đế, đặt niên hiệu là Thần Thú .
Tháng giêng Vĩnh An thứ 3 (530), Nhĩ Chu Vinh dùng Nhĩ Chu Thiên Quang làm Đại đô đốc soái quân trấn áp khởi nghĩa Quan Trung. Tháng 3, Mặc Kỳ Sửu Nô soái quân tiến công Kỳ châu, lại phái bộ tướng Uất Trì Bồ Tát đem quân tiến công Vũ Công, tướng Ngụy là Hạ Bạt Nhạc đánh bại Uất Trì Bồ Tát, Mặc Kỳ Sửu Nô đành đình chỉ tiến công Kỳ châu. Tháng 7, Nhĩ Chu Thiên Quang dùng kế của Hạ Bạt Nhạc, đánh tiếng hưu chỉnh quân đội, Mặc Kỳ Sửu Nô tin là thật, thả cho nghĩa quân đóng đồn cày cấy. Quân Ngụy thừa cơ tập kích, đánh bại nghĩa quân. Mặc Kỳ Sửu Nô bị bắt ở Lương Châu, phản tướng Tiêu Bảo Dần cũng bị bắt.
Nhà Bắc Ngụy bình định Quan Trung, Lục trấn khởi nghĩa xem như hoàn toàn bị dập tắt.